# Rico Freiermuth
Rico Freiermuth (ur. 1 stycznia 1958 w Liestal) – szwajcarski bobsleista. Brązowy medalista olimpijski z Sarajewa.
Zawody w 1984 były jego jedynymi igrzyskami olimpijskimi. Po medal sięgnął w czwórkach. Osadę tworzyli także Silvio Giobellina, Heinz Stettler i Urs Salzmann. Był także złotym (1982) i brązowym (1985) medalistą mistrzostw świata.